# کوییدیچ در گذر زمان
کوییدیچ در گذر زمان ( به انگلیسی Quidditch Through the Ages ) عنوان کتابی نوشته جی. کی. رولینگ است که در سال ۲۰۰۱ میلادی عرضه شد . این کتاب که پس از هری پاتر و جام آتش به نگارش درآمده است دربارهٔ تاریخچه و قوانین بازی خیالی کوییدیچ است ( بازی ورزشی در سری هری پاتر ) . رولینگ این کتاب را تحت نام مستعار کنیل ورتی ویسپ نوشت که در دنیای داستان‌های هری پاتر، یک کارشناس کوییدیچ است. این کتاب در سال ۲۰۱۹ توسط انجمن کتابخانه‌های آمریکا به عنوان یکی از ده کتاب صوتی شگفت‌انگیز برای نوجوانان انتخاب شد. 

## ترجمه در ایران
این کتاب را ویدا اسلامیه ترجمه و انتشارات کتابسرای تندیس منتشر کرده‌است .